# مكاك قلنسوي
مكاك قلنسوي (الاسم العلمي: Macaca sinica) (بالإنجليزية: toque macaque)‏ هو نوع من الحيوانات يتبع جنس السعدان المكاك من فصيلة سعادين العالم القديم.